# Uganda-Schilling
Der Uganda-Schilling (international auch Uganda-Shilling) ist die Währung Ugandas.
Er ersetzte 1967 den Ostafrikanischen Schilling als Landeswährung. Bis 1975 war er an den US-Dollar gebunden. 1986 wurde ein neuer Uganda-Schilling eingeführt, der zu einem Wert von 100 alten Schilling umgetauscht werden konnte.
Banknoten werden zu 1000, 2000, 5000, 10.000, 20.000 und 50.000 UGS ausgegeben, Münzen gibt es zu 50, 100, 200, 500 und 1000 UGS.
In der Praxis werden neben dem Schilling auch der US-Dollar und daneben das Britische Pfund verwendet.

## Banknoten
| Serie 2013–2017 | Serie 2013–2017 | Serie 2013–2017 | Serie 2013–2017     | Serie 2013–2017 | Serie 2013–2017                                                             | Serie 2013–2017         | Serie 2013–2017                             | Serie 2013–2017 |
| Abbildung       | Abbildung       | Wert            | Größe in Millimeter | Farbe           | Beschreibung                                                                | Beschreibung            | Beschreibung                                |                 |
| Vorderseite     | Rückseite       | Wert            | Größe in Millimeter | Farbe           | Vorderseite                                                                 | Rückseite               | Wasserzeichen                               |                 |
| --------------- | --------------- | --------------- | ------------------- | --------------- | --------------------------------------------------------------------------- | ----------------------- | ------------------------------------------- | --------------- |
|                 |                 | 1000            | 130 × 64            | Braun           | Felsmalereien bei Nyero, im Hintergrund Wald                                | Uganda-Grasantilope     | Kronenkranich (Wappentier Ugandas), Nominal |                 |
|                 |                 | 2000            | 135 × 66            | Blau            | John Hanning Speke – Denkmal und Nilquelle in Jinja                         | Nilbarsch (Tilapia)     | Kronenkranich (Wappentier Ugandas), Nominal |                 |
|                 |                 | 5000            | 139 × 68            | Grün            | Denkmal für die Opfer des Zweiten Weltkrieges in Kampala, Ruwenzori-Gebirge | Webervogel beim Nestbau | Kronenkranich (Wappentier Ugandas), Nominal |                 |
|                 |                 | 10.000          | 142 × 70            | Violett         | Unabhängigkeitsdenkmal in Kampala                                           | Bananenstaude           | Kronenkranich (Wappentier Ugandas), Nominal |                 |
|                 |                 | 20.000          | 146 × 72            | Rot             | 100 Jahr-Denkmal Kampalas                                                   | Ankolerind              | Kronenkranich (Wappentier Ugandas), Nominal |                 |
|                 |                 | 50.000          | 151 × 73            | Gelb            | Commonwealth-Denkmal in Kampala                                             | Berggorilla             | Kronenkranich (Wappentier Ugandas), Nominal |                 |